# Franz Pfeuffer
Franz Pfeuffer (* 24. April 1853 in Wien; † 28. Juni 1912 ebenda) war ein österreichischer Techniker.

## Biografie
Franz Pfeuffer trat 1873, nachdem er die Technische Hochschule absolviert hatte, in den Dienst der Staatseisenbahngesellschaft, wo er in der Brückenbauabteilung tätig war. Daneben hielt er auch Vorlesungen über Baumechanik an der Staatsgewerbeschule. Für diese Zwecke verfasste er auch ein eigenes Lehrbuch.
Beteiligt war er an der Auswechslung der Pfeiler der Eisenbahnbrücke über die Iglava, aber auch an Erprobungen von Eisenbahnbrücken in Bosnien sowie an der Projektierung und Konstruktionsüberprüfung von Brücken, Kirchen und Dachstühlen. In Wien plante er den Bau der Franzensbrücke über den Donaukanal und war an der Errichtung des Favoritner Wasserturms beteiligt und für die Firma Redlich verfasste er ein Projekt für die Esküterbrücke in Budapest.
Von seinem Arbeitgeber, der Staatseisenbahngesellschaft, wurde er als Delegierter zu einem Eisenbahnkongress in die Vereinigten Staaten entsandt, zum Vorstand der Abteilung für Bau und Bahnerhaltung ernannt und im Rahmen seiner Lehrtätigkeit übte er auch die Funktion eines Prüfungskommissärs bei Staatsprüfungen an der Technischen Hochschule aus.
Zwischen 1904 und 1905 war Franz Pfeuffer Vorsteher-Stellvertreter des Österreichischen Ingenieur- und Architekten-Vereines.
Der am 28. Juni verstorbene Franz Pfeuffer wurde am 30. Juni 1912 auf dem Ober Sankt Veiter Friedhof in einem Grab mit Grabnutzungsrecht auf Friedhofsdauer beigesetzt.